# Pseudorabdion oxycephalum
Espèce
Synonymes
- Rhabdosoma oxycephalum Günther, 1858
- Typhlogeophis brevis Günther, 1879

Statut de conservation UICN

 LC  : Préoccupation mineure
Pseudorabdion oxycephalum est une espèce de serpents de la famille des Colubridae.

## Répartition
Cette espèce est endémique des Philippines. Elle se rencontre à Luçon, à Mindanao, à Negros, à Panay, à Cebu, à Masbate et aux îles Calamian.

## Publication originale
- Günther, 1858 : Catalogue of Colubrine Snakes in the Collection of the British Museum, London, p. 1-281 (texte intégral).